# 鈴木愛理
鈴木愛理（日语：／ Suzuki Airi，1994年4月12日—），日本女性模特兒、歌手、主持人和演員，千葉縣人（出生於岐阜县），為UP-FRONT AGENCY旗下女子音樂團體℃-ute及Buono!的前成員，並在2015年起成為時尚雜誌Ray的專屬模特兒，所屬團體解散後重新以個人歌手身份出道。
主持節目有「クラシックTV」、冠名節目「オーイシマサヨシ×鈴木愛理のアニソン神曲カバーでしょdeショー!!」與「戀愛心機又怎樣」

## 個人檔案
- 出身於千葉縣，身高162cm[2]。血型B型。
- 最高學歷為慶應義塾大學。
- 在℃-ute（後改為粉紅色）和Buono!的代表色皆為草綠色。
- 被許多偶像公開表示尊敬或喜歡，有著「偶像憧憬的偶像」的名號[3]。
- 父鈴木亨（日语：鈴木亨）、母丸谷京子、弟鈴木貴之皆為職業高爾夫球選手。

## 所屬團體
- Hello! Project Kids（2002年 - 2005年）
- あぁ!（2003年 - 2011年）
- H.P.オールスターズ（日语：H.P.オールスターズ）（2004年）
- ℃-ute（2005年 - 2017年）Buono!（2007年 - 2017年）
- ハロー!プロジェクト モベキマス（日语：H.P.オールスターズ#ハロー!プロジェクト_モベキマス）（2011年）
- ダイヤレディー（日语：SATOYAMA_movement#SATOUMI_movement）（2013年）

## 大事紀

### 2002 ~ 2004
- 2002年6月30日，小學二年級時參加Hello! Project Kids甄選，從三萬人中作為最終合格的15人之一，進入早安家族。

- 2003年9月12日，與早安少女組。的田中麗奈及同為Kids的夏燒雅組成平均年齡只有11歲的新團體「あぁ!」。並發行單曲《FIRST KISS》。

### 2005 ~ 2017
- 2005年6月11日，「℃-ute」出席安倍夏美演唱會，同時透過淳君官方網站正式宣佈開始活動[4]。
- 2006年5月6日，在早安少女組演唱會會場發售會場限定獨立製作單曲《全新牛仔褲》。
- 2007年2月21日，發行出道單曲《櫻花乍現》，成為史上第一個出道就打進Oricon公信榜TOP5的女偶像團體。
- 2007年5月20日，發行第一本個人寫真集「愛理」。
- 2007年7月21日，與嗣永桃子、夏燒雅組成團體「Buono! 」，並於8月22日發表作為動畫「守護甜心!」主題曲的單曲《真實的自我》[5]。

- 2007年11月26日，℃-ute獲得Best Hits歌謠祭「新人賞」。
- 2007年12月12日，℃-ute獲得第40屆日本有線大賞「有線音樂賞」[6]。
- 2007年12月30日，℃-ute獲得第49屆日本唱片大賞「最優秀新人獎」[7]。
- 2007年12月31日，第58回NHK紅白歌合戰中，℃-ute首次在紅白歌合戰演出。
- 2011年10月8日，首次演出電影「ヴァンパイア・ストーリーズ」（飾演ミドリ）。
- 2012年2月12日，Buono!於巴黎紅磨坊舉辦首次海外演唱會[8]。
- 2012年10月31日，與Berryz工房的熊井友理奈以非正式團體「抹茶ーず」的名義共同擔任「宇治茶★大使」[9]及「宇治市観光大使」。

- 2013年7月4日，℃-ute前往巴黎參加日本博覽會，並舉辦首次海外演唱會。
- 2013年8月7日，與Berryz工房的菅谷梨沙子組成SATOUMI movement 組合「ダイヤレディー」，發行單曲《レディーマーメイド》[10]。
- 2013年9月10日，℃-ute首次於日本武道館舉行演唱會[11]。
- 2014年5月24日，℃-ute於台北Legacy Taipei舉辦首次臺灣演唱會[12]。
- 2015年4月21日，在雜誌「Ray」同年6月號開始以專屬模特兒的身份登場[13]。
- 2016年5月21日，℃-ute於香港九龍灣Music zone舉行首次香港演唱會。
- 2015年5月19日，於「GirlsAward 2018 SPRING/SUMMER」首次登台走秀[14]。
- 2016年7月16日，在網路電台i-dio（日语：i-dio）開始主持冠名網路廣播節目「Airi's Potion」[15]。
- 2016年8月21日，℃-ute在早安家族公演中宣佈隔年6月解散[16]。
- 2016年11月2日，℃-ute發表最後一張單曲《To Tomorrow（日语：To_Tomorrow/ファイナルスコール/The_Curtain_Rises）/ 最後的咆哮（日语：To_Tomorrow/ファイナルスコール/The_Curtain_Rises）/ The Curtain Rises（日语：To_Tomorrow/ファイナルスコール/The_Curtain_Rises）》，達成所有單曲都進入公信榜TOP10的紀錄。
- 2017年5月22日，Buono!在埼玉超級競技場舉辦最終演唱會後無限期停止活動[17]。
- 2017年6月12日，℃-ute在埼玉超級競技場舉辦最終演唱會後解散[18]，鈴木愛理同時從早安家族畢業。
- 2017年12月31日，在早安家族跨年演唱會以驚喜嘉賓身份登台發表新曲「未完成ガール」並宣佈作為SOLO歌手出道[19]。

### 2018 ~2023
- 2018年6月6日，發售個人出道專輯《Do me a favor（日语：Do_me_a_favor）》。
- 2018年7月9日，以個人名義於日本武道館舉辦大型演唱會《Do me a favor》[20]，萬張門票在開賣當天即被秒殺[21]。
- 2019年5月5日，在日本職棒千葉羅德海洋隊及北海道日本火腿鬥士隊於千葉海洋球場的比賽「J:COMスペシャルデー」首次擔任開球嘉賓[22]。
- 2020年4月13日，與歌手鈴木雅之合作歌曲《DADDY! DADDY! DO! feat. 鈴木愛理》作為「輝夜姬想讓人告白」第二期主題曲。
- 2020年9月16日，推出個人監製品牌彩妝「iDIMPLE」口紅[23]。
- 2020年12月17日，與鋼琴家清塚信也（日语：清塚信也）搭檔主持NHK教育頻道的音樂節目「クラシックTV（日语：クラシックTV）」。
- 2021年6月5日，與歌手大石昌良搭檔主持Youtube上的冠名網路節目「オーイシマサヨシ×鈴木愛理のアニソン神曲カバーでしょdeショー!!（日语：オーイシマサヨシ×鈴木愛理のアニソン神曲カバーでしょdeショー!!）」。
- 2022年3月18日，以《心已束手無策（日语：ハートはお手上げ）》作為「輝夜姬想讓人告白」第三期片尾曲，首次以個人身份為動畫獻唱[24]。
- 2023年10月5日，接任田中美奈實與弘中綾香、與山里亮太搭檔主持《有點心機又如何（日语：あざとくて何が悪いの?）》[25]。

### 2024 ~
- 2024年4月13日，出席中國大陸《回忆相对论 Vol.1》[26]，首次前往中國大陸演出[27]。
- 2024年4月24日，宣佈從雜誌「Ray」畢業，最後一次登場將為同年9月號[28]。
- 2024年12月20日，開設Bilibili帳號铃木爱理official。
- 2024年12月31日，出席中國大陸《2024最美的夜 bilibili跨年晚会》，首次於海外跨年晚會節目演出[29]。
- 2025年1月13日，演出音樂劇《Six（英语：Six (musical)）》日本卡司版[30]。
- 2025年2月27日，首次於中國大陸時尚雜誌《CHIC》作為封面人物登場[31]。
- 2025年4月21日，《初戀汽水》在TBS節目《プロフェッショナルランキング》中獲得歷代偶像票選名曲第二名[32]；關鍵字「初戀汽水」、「Buono!」分別登上日本X(原名推特)趨勢第一及第十名[33]。
- 2025年7月12日，於上海瓦肆est舉辦首次海外個人演唱會暨海外粉絲俱樂部巡迴[34]。

### 私生活
- 2013年4月1日，通過AO入學考試進入慶應義塾大學環境情報學部就讀。
- 2017年3月23日，自慶應義塾大學畢業[35]。
- 2022年3月27日，被日本足球國腳[36]田中碧宣佈與正在與其交往[37]。

## 演出

### 伴舞
- 《手を握って歩きたい（日语：手を握って歩きたい）》 MV（2002年5月9日）

### 電視節目
- 第58回NHK紅白歌唱比賽（2007年12月31日）紅組出演歌手 ℃-ute - NHK
- クラシックTV（日语：クラシックTV）（2020年12月17日～12月24日、2021年4月1日～） 主持人 - NHK教育頻道
- BOMBER-E（日语：メ〜テレライブ BOMBER-E）（2023年1月10日～2023年1月24日） 主持人 - 名古屋電視台
- 有點心機又如何（日语：あざとくて何が悪いの?）（2023年10月5日～） 主持人 - 朝日電視台

### 網路節目
- 矢口真里の火曜The NIGHT（日语：The_NIGHT#火曜The_NIGHT）（2019年7月31日、12月18日、2021年9月22日） 代理主持人 - AbemaTV
- 鈴木愛理の火曜The NIGHT（2019年8月7日～ 10月9日） 主持人 - AbemaTV
- バズラボ（2020年11月24日～ 2021年4月8日） 主持人 - smash.
- オーイシマサヨシ×鈴木愛理のアニソン神曲カバーでしょdeショー!!（日语：オーイシマサヨシ×鈴木愛理のアニソン神曲カバーでしょdeショー!!）（2021年6月5日～2024年10月26日） 主持人 - YouTube / TVer
- オーイシマサヨシ×鈴木愛理のでしょでしょ!!（2024年11月9日～） 主持人 - YouTube / TVer

### 電影
- 迷你早安。電影點心大冒險!（2002年12月14日） 飾演 妖精アイリーン - 東映
- Vampire Stories: BROTHERS（2011年10月8日）飾演ミドリ - Thanks Lab.
- 手機女友（2011年4月6日） 飾演 倉石エリカ - Thanks Lab.
- 對不起嚇到你（2011年10月29日）飾演 日高由香 - Thanks Lab.
- 國王遊戲（2011年12月17日）飾演 岩村莉愛 - BS-TBS

### 戲劇
- 創造時代的男人：阿久悠物語（日语：ヒットメーカー 阿久悠物語）（2008年8月1日）飾演 桜田淳子 - 日本電視台
- 數學女子學園 第5話（2012年1月11日）飾演 上原優梨 - 日本電視台
- Piece（日语：Piece (漫画)#テレビドラマ）（2012年10月6日～12月29日） 飾演 瀬戸内円 - 日本電視台
- 近距離戀愛 第12話（2014年7月26日～10月11日） 飾演 舞花 - 日本電視台
- 植木等與熱情努力的博多人（日语：のぼせもんやけん#テレビドラマ） 第2、4話（2017年9月9日～ 10月21日） 飾演 奥村チヨ - NHK
- 人生I字路（日语：Iターン_(小説)#テレビドラマ）（2019年7月13日～ 9月28日） 飾演 吉村美月 - 東京電視台
- 夢みたいな恋したい女たち（2021年2月27日～ 3月6日） 飾演 太田凛花 - 日本電視台
- 140字之戀（2021年3月5日～3月26日） 飾演 辻糸華 - 讀賣電視台
- 黑色灰姑娘（日语：ブラックシンデレラ）（2021年4月22日～6月17日） 飾演 島村ルイ - ABEMA SPECIAL
- 公司可不是學校 新世代逆襲篇（日语：会社は学校じゃねぇんだよ 新世代逆襲編）（2021年10月21日～12月9日） 飾演 一花 - ABEMATV
- 有點心機又如何（日语：あざとくて何が悪いの） 第54～60回（2022年4月3日～2022年5月22日） 飾演 園田アカリ - 東京電視台
- ANIMALS（日语：ANIMALS‐アニマルズ‐）（2022年6月23日～2022年8月18日） 飾演 鹿森海 - ABEMA SPECIAL
- 我推成為上司（日语：推しが上司になりまして#テレビドラマ）（2023年10月4日～2023年12月20日） 飾演 中条瞳 , 小天使 - 東京電視台 / U-NEXT
- ある日、下北沢で（2024年3月17日） 飾演 愛理 - BS11 / TOKYO BS
- Miss Target（日语：ミス・ターゲット）（2024年4月21日～2024年6月16日） 飾演 玉木萌 - ABCテレビ / TVer / ABEMAS

### 動畫配音
- 輝夜姬想讓人告白ー超級浪漫ー 第10話（2022年6月10日）飾演 末理 - 東京都會電視台 等

### 遊戲配音
- 企業☆女孩 RE:BLOOM 飾演 フランドール・ド・フランセル

### 廣播節目
- Airi's Potion（2016年7月6ㄖ～2019年7月31ㄖ） - i-dio TS ONE[38]
- HELLO! DRIVE! -ハロドラ-（2017年～2019年） - Radio NEO[39]
- back number うたことば 〜あの歌詞に、このエピソード〜（2018年2月12日） - NHKラジオ第1[40]
- Airi's Potion（ミュージック）ナイト（2018年4月1日） - i-dio
- 鈴木愛理 あいりまにあRadio（2018年7月8日～2022年3月27日） - RKBラジオ[41]
- 帰ってきた Airi's Potionスペシャル！（2019年9月5日） - i-dio TS ONE
- 鈴木愛理 ギリ日!Airi's Potion（2020年1月5日～2021年9月26日） - JFN PARK[42]
- 鈴木愛理のEasy To Smile（2021年10月3日～2024年9月28日） - JFN[43]
- LAUGH & MUSIC RADIO〜鈴木愛理のあいりがたり。（2021年10月3日～） - エフエム大阪[44]
- 今日は一日 back number三昧（2023年1月18日） - NHK-FM[45]
- 週末も鈴木愛理のあいりがたり。supported by Amazon Music（2023年11月18日～2024年1月27日） - FM大阪, TOKYO FM[46]
- もう少し鈴木愛理のあいりがたり。（2023年11月20日～2024年1月29日） - AmazonMusic[47]

### 音樂劇 / 音樂會
- 34丁目の奇跡〜Here's Love〜（日语：34丁目の奇跡〜Here%27s_Love〜#2004年版）（2004年11月27日～12月28日） 飾演 スーザン・ウォーカー
- Six（英语：Six (musical)） 日本キャスト版（2025年1月31日～3月16日） 飾演 キャサリン・ハワード
- 『雲のむこう、約束の場所』スペシャル・リーディング・オーケストラ・コンサート（2024年11月5日～11月6日） 飾演 沢渡佐由理

### 廣告及代言
鈴木愛理曾為品牌產品以及機構或單位拍攝形象及推廣廣告。第一次個人出演的是PIZZA-LA廣告，之後擔任宇治市觀光大使，連續兩年為日本吴服老店鈴乃屋擔任品牌代言人；陸續接下的廣告有千葉銀行、花王、 candy magic、妮维雅 、手機遊戲「烈火戰記」、三得利、NO COFFEE x FIRSTORDER、網路商店「ドットエスティ」、Amazon Music、資生堂、森永製菓 、金融経済教育推進機構、Oyobee、UVO、大塚製藥、USAGI ONLINE FES等廣告代言活動。

## 出版品

### 寫真集
*團體名義出版的書籍請參考：℃-ute書籍出版品與Buono!書籍出版品條目(日文)
| 書名                        | 出版日期       | 出版社                     | 撮影         | ISBN (日本)            |
| 愛理                        | 2007年05月20日 | ワニブックス               | アライテツヤ | ISBN 978-4-8470-4007-8 |
| CLEAR                       | 2007年12月05日 | 角川グループパブリッシング | 河野英喜     | ISBN 978-4-04-895004-6 |
| 6月の果実                   | 2008年06月20日 | ワニブックス               | 根本好伸     | ISBN 978-4-8470-4084-9 |
| 蒼色                        | 2009年06月25日 | ワニブックス               | 佐藤俊作     | ISBN 978-4-8470-4171-6 |
| 登校日                      | 2010年08月20日 | ワニブックス               | 西田幸樹     | ISBN 978-4-8470-4302-4 |
| 巡る春                      | 2011年05月23日 | ワニブックス               | 西田幸樹     | ISBN 978-4-8470-4363-5 |
| OASIS                       | 2011年06月23日 | ワニブックス               | 西田幸樹     | ISBN 978-4-8470-4364-2 |
| この風が好き                | 2012年06月25日 | ワニブックス               | 西田幸樹     | ISBN 978-4-8470-4464-9 |
| 卒業 鈴木愛理全集2010-2013  | 2013年03月31日 | ワニブックス               | 西田幸樹     | ISBN 978-4-8470-4540-0 |
| 泳がない夏                  | 2013年08月20日 | ワニブックス               | 西田幸樹     | ISBN 978-4-8470-4572-1 |
| 共鳴                        | 2014年04月12日 | ワニブックス               | 西田幸樹     | ISBN 978-4-8470-4641-4 |
| 永遠 鈴木愛理全集 2010-2017 | 2017年03月31日 | ワニブックス               | 西田幸樹     | ISBN 978-4-8470-4910-1 |
| nectar                      | 2022年11月17日 | 主婦の友社                 | 菊地泰久     | ISBN 978-4-0734-4774-0 |

### 數位寫真
| 書名                                  | 出版日期               | 平台                                                                  | 撮影                                                                  | 相關出處                                                              |
| 鈴木愛理「アロハロ！℃-ute」           | 2010年09月16日         | 動く!!写真集                                                          | 荒木勇人                                                              | アロハロ！℃-ute                                                       |
| 鈴木愛理 cutest                       | 2012年02月28日         | 動く!!写真集                                                          | 佐藤友昭                                                              | Cutest                                                                |
| 恋する乙女                            | 2012年05月11日         | 動く!!写真集                                                          | 荒木勇人 / 三浦洋平                                                   | グラビアザテレビジョン Vol. 21 62484-20                               |
| Iris〜アイリス〜                      | 2012年10月16日         | Fanplus                                                               | 荒木勇人 / 三浦洋平                                                   | グラビアザテレビジョン Vol. 21 62484-20                               |
| 鈴木愛理「アロハロ！℃-ute 2012」      | 2012年10月22日         | 動く!!写真集                                                          | 佐藤友昭                                                              | アロハロ！℃-ute 2012                                                  |
| ハロー！プロジェクト デジタルブックス | 2008年05月～2014年11月 | Vol.43, 66, 78, 90, 91, 92, 95, 96, 102, 106, 107, 114, 115, 123, 124 | Vol.43, 66, 78, 90, 91, 92, 95, 96, 102, 106, 107, 114, 115, 123, 124 | Vol.43, 66, 78, 90, 91, 92, 95, 96, 102, 106, 107, 114, 115, 123, 124 |

### 其他書籍
| 書名                                     | 出版日期       | 出版社               | ISBN (日本)            |
| 鈴木愛理パーフェクトブック「Airi-aL」    | 2012年12月27日 | ワニブックス         | ISBN 978-4-8470-4520-2 |
| Eita×鈴木愛理 Eita Produce Magic Make-up | 2013年05月20日 | スタンダードマガジン | ISBN 978-4-938280-24-6 |
| 鈴木愛理スタイルブック「Airi-sT」        | 2014年11月27日 | ワニブックス         | ISBN 978-4-8470-4711-4 |
| あいりまにあ                             | 2017年05月02日 | 主婦の友社           | ISBN 978-4-07-424131-6 |

### DVD
| 標題                                                                                   | 出版日期       | 出版社                 | EAN           |
| ℃-ute 鈴木愛理 in 沖縄 AIRI'S CLASSIC                                                  | 2008年06月25日 | zetima                 | 4942463529598 |
| Pure Blue                                                                              | 2009年07月01日 | zetima                 | 4942463533991 |
| 夏休み                                                                                 | 2010年08月25日 | zetima                 | 4942463533991 |
| 気分てんかん                                                                           | 2011年07月13日 | zetima                 | 4942463516031 |
| 夏カラダ                                                                               | 2011年08月03日 | zetima                 | 4942463516130 |
| ここが好き                                                                             | 2012年07月25日 | zetima                 | 4942463544096 |
| 私の∮Keyを知ってますか                                                                 | 2013年09月25日 | アップフロントワークス | 4942463547295 |
| 新嘉坡                                                                                 | 2014年06月25日 | zetima                 | 4942463548599 |
| ハロ！モバPresents 矢島舞美&鈴木愛理 アコースティックライブ2016 ~コロンの娘。ふたたび~ | 2017年02月22日 | zetima                 | 4942463523930 |

### 音樂影像作品
| 標題                                                  | 出版日期       | EAN                                         |
| 鈴木愛理 1st LIVE 〜Do me a favor @ 日本武道館〜      | 2018年10月31日 | 4942463558192 (DVD) 4942463529031 (Blu-ray) |
| 鈴木愛理 LIVE TOUR 2018 “PARALLEL DATE                | 2019年05月22日 | 4942463559199 (DVD) 4942463530136 (Blu-ray) |
| 鈴木愛理 LIVE PARTY No Live, No Life?                 | 2020年05月20日 | 4942463531737 (Blu-ray)                     |
| 鈴木愛理 LIVE PARTY No Live, No Life??                | 2023年06月07日 | 4942463538033 (Blu-ray)                     |
| 鈴木愛理 LIVE 2023～ココロノオトヲ～                  | 2023年11月29日 | 4942463538934 (Blu-ray)                     |
| 鈴木愛理 LIVE PARTY No Live,No Life??!                | 2024年05月22日 | 4942463540135 (Blu-ray)                     |
| 鈴木愛理 LIVE PARTY #NLNL EX ～未完ガラクタカプセル～ | 2025年03月19日 | 4942463541033 (Blu-ray)                     |

## 音樂作品

### 團體音樂作品
| 團體單曲 | 團體單曲                                                          | 團體單曲       | 團體單曲 |
| -------- | ----------------------------------------------------------------- | -------------- | --- |
| 團體     | 專輯名稱                                                          | 發售日期       | 備註 |
| あぁ!    | FIRST KISS                                                        | 2003年10月29日 | |
| ℃-ute    | 全新牛仔褲                                                        | 2006年05月14日 | 獨立製作時期發行單曲 收錄於專輯「Cutie Queen VOL.1」                                                                     |
| ℃-ute    | 立刻 擁抱我                                                       | 2006年06月03日 | 獨立製作時期發行單曲 收錄於專輯「Cutie Queen VOL.1」                                                                     |
| ℃-ute    | 用大大的愛寵愛我                                                  | 2006年07月09日 | 獨立製作時期發行單曲 收錄於專輯「Cutie Queen VOL.1」 動畫「偶像宣言」片尾曲                                              |
| ℃-ute    | 簡單啦（Z）                                                       | 2006年07月29日 | 獨立製作時期發行單曲 收錄於專輯「Cutie Queen VOL.1」                                                                     |
| ℃-ute    | 櫻花乍現                                                          | 2007年02月21日 | 收錄於專輯「3rd～LOVE Escalation!～」                                                                                    |
| ℃-ute    | 流轉的戀愛季節                                                    | 2007年07月11日 | 收錄於專輯「3rd～LOVE Escalation!～」                                                                                    |
| ℃-ute    | 都會女孩 純情                                                     | 2007年10月17日 | 收錄於專輯「3rd～LOVE Escalation!～」                                                                                    |
| ℃-ute    | LALALA 幸福之歌                                                   | 2008年02月27日 | |
| ℃-ute    | 淚的顏色                                                          | 2008年04月23日 | |
| ℃-ute    | 江戶手毬歌Ⅱ                                                       | 2008年07月30日 | 收錄於專輯「④憧憬的 My STAR」                                                                                            |
| ℃-ute    | FOREVER LOVE                                                      | 2008年11月26日 | 收錄於專輯「④憧憬的 My STAR」                                                                                            |
| ℃-ute    | Bye Bye Bye!                                                      | 2009年04月15日 | 收錄於專輯「SHOCKING 5」                                                                                                 |
| ℃-ute    | 捎來夏日問候                                                      | 2009年07月01日 | 收錄於專輯「SHOCKING 5」                                                                                                 |
| ℃-ute    | EVERYDAY 超絕讚!!                                                 | 2009年09月16日 | 收錄於專輯「SHOCKING 5」                                                                                                 |
| ℃-ute    | SHOCK!                                                            | 2010年01月06日 | 收錄於專輯「SHOCKING 5」                                                                                                 |
| ℃-ute    | Campus Life ～生於世上真好～                                      | 2010年04月28日 | 收錄於專輯「超WONDERFUL!⑥」                                                                                              |
| ℃-ute    | 爆音Dance!                                                        | 2010年08月25日 | 收錄於專輯「超WONDERFUL!⑥」                                                                                              |
| ℃-ute    | 想見你的寂寞聖誕節                                                | 2010年12月01日 | 收錄於專輯「超WONDERFUL!⑥」                                                                                              |
| ℃-ute    | Kiss me 我愛你                                                    | 2011年02月23日 | 收錄於專輯「超WONDERFUL!⑥」                                                                                              |
| ℃-ute    | 桃色Sparkling                                                     | 2011年05月25日 | 收錄於專輯「第七章「太美了真抱歉」」                                                                                     |
| ℃-ute    | 世上最HAPPY的女孩                                                 | 2011年09月07日 | 收錄於專輯「第七章「太美了真抱歉」」                                                                                     |
| ℃-ute    | 你騎自行車 我坐火車回家                                           | 2012年04月18日 | 收錄於專輯「②℃-ute神聖的精選輯」                                                                                         |
| ℃-ute    | 想見 想見 想見你                                                  | 2012年09月05日 | 收錄於專輯「⑧ Queen of J-POP」                                                                                           |
| ℃-ute    | 這條街                                                            | 2013年02月06日 | 收錄於專輯「⑧ Queen of J-POP」                                                                                           |
| ℃-ute    | Crazy 完美的大人                                                  | 2013年04月03日 | 收錄於專輯「⑧ Queen of J-POP」                                                                                           |
| ℃-ute    | 悲傷的降雨/ 亞當和夏娃的困境                                      | 2013年07月10日 | 收錄於專輯「⑧ Queen of J-POP」                                                                                           |
| ℃-ute    | 獨自在城市裡生活/ 愛情是更嶄新的                                  | 2013年11月06日 | 收錄於專輯「℃maj9」 |
| ℃-ute    | 以心中的吶喊而寫的一首歌/ Love take it all                        | 2014年03月05日 | 收錄於專輯「℃maj9」 |
| ℃-ute    | The Power/ 悲傷的天堂（Single Version）                           | 2014年07月16日 | 收錄於專輯「℃maj9」 |
| ℃-ute    | I miss you/ THE FUTURE                                            | 2014年11月19日 | 收錄於專輯「℃maj9」 |
| ℃-ute    | The Middle Management ～女性中層管理者～ /執著人生 / 下個角落轉彎 | 2015年04月01日 | 收錄於專輯「℃maj9」 |
| ℃-ute    | 謝謝 ～無限的吶喊～/ 引起暴風雨的Exciting Fight!                  | 2015年10月28日 | 收錄於專輯「℃OMPLETE SINGLE COLLECTION」                                                                                 |
| ℃-ute    | 為何 人們會抗爭?/ Summer Wind/ 人生的STEP!                        | 2016年04月20日 | 收錄於專輯「℃OMPLETE SINGLE COLLECTION」                                                                                 |
| ℃-ute    | 夢幻高潮/ 愛情就像靜電/ Singing ～就像那時候～                    | 2016年11月02日 | 收錄於專輯「℃OMPLETE SINGLE COLLECTION」                                                                                 |
| ℃-ute    | To Tomorrow/ 最後的咆哮/ The Curtain Rises                        | 2017年03月29日 | 收錄於專輯「℃OMPLETE SINGLE COLLECTION」                                                                                 |
| Buono!   | 真實的自我                                                        | 2007年10月31日 | 收錄於專輯「Café Buono!」 動畫「守護甜心!」片尾曲                                                                        |
| Buono!   | 戀愛♥騎士                                                         | 2008年02月06日 | 收錄於專輯「Café Buono!」 動畫「守護甜心!」片尾曲                                                                        |
| Buono!   | Kiss! Kiss! Kiss!                                                 | 2008年05月14日 | 收錄於專輯「Buono!2」 動畫「守護甜心!」片尾曲                                                                            |
| Buono!   | 努力向前衝!                                                       | 2008年08月20日 | 收錄於專輯「Buono!2」 動畫「守護甜心!」片尾曲                                                                            |
| Buono!   | Lotta Love Lotta Love                                             | 2008年11月12日 | 收錄於專輯「Buono!2」 動畫「守護甜心!心跳」片尾曲                                                                        |
| Buono!   | co·no·mi·chi                                                      | 2009年01月21日 | 收錄於專輯「Buono!2」 動畫「守護甜心!心跳」片尾曲                                                                        |
| Buono!   | MY BOY                                                            | 2009年04月29日 | 收錄於專輯「We are Buono!」 動畫「守護甜心!心跳」片尾曲                                                                  |
| Buono!   | Take It Easy!                                                     | 2009年08月26日 | 收錄於專輯「We are Buono!」 動畫「守護甜心!心跳」片尾曲                                                                  |
| Buono!   | Bravo☆Bravo                                                       | 2009年12月16日 | 收錄於專輯「We are Buono!」 動畫「守護甜心!派對」片尾曲                                                                  |
| Buono!   | Our Songs                                                         | 2010年02月03日 | 收錄於專輯「We are Buono!」 動畫「守護甜心!派對」片尾曲                                                                  |
| Buono!   | 雜草之歌                                                          | 2011年02月02日 | 收錄於專輯「partenza 出發」                                                                                              |
| Buono!   | 因爲是夏天!                                                       | 2011年07月20日 | 收錄於專輯「partenza 出發」                                                                                              |
| Buono!   | 初戀汽水/ DEEP MIND                                               | 2012年01月18日 | 收錄於專輯「SHERBET」 《初戀汽水》為電視劇「數學女子學園」片尾曲 《DEEP MIND》為電影「對不起嚇到你」主題曲               |
| Buono!   | SoLaSiDo～吶吶～                                                  | 2016年09月21日 | |
| 團體專輯 |                                                                   |                | |
| 團體     | 專輯名稱                                                          | 發售日期       | 備註 |
| ℃-ute    | Cutie Queen VOL.1                                                 | 2006年10月25日 | |
| ℃-ute    | ②mini ～生存的力量～                                              | 2007年04月18日 | 迷你專輯 4. 通学ベクトル / 鈴木愛理                                                                                      |
| ℃-ute    | 3rd～LOVE Escalation!～                                           | 2008年03月12日 | 2. イメージカラー／鈴木愛理・矢島舞美                                                                                    |
| ℃-ute    | ④憧憬的 My STAR                                                   | 2009年01月28日 | 3. Yes!all my family／鈴木愛理                                                                                           |
| ℃-ute    | SHOCKING 5                                                        | 2010年02月24日 | 3. 嗚呼 恋／鈴木愛理 |
| ℃-ute    | 超WONDERFUL!⑥                                                     | 2011年04月06日 | |
| ℃-ute    | 第七章「太美了真抱歉」                                            | 2012年02月08日 | |
| ℃-ute    | 我們是℃-ute! 所有單曲大集合囉!①                                   | 2009年11月18日 | 精選集 |
| ℃-ute    | ②℃-ute神聖的精選輯                                                | 2012年11月21日 | 精選集 |
| ℃-ute    | 超越! 樂天金鷹                                                    | 2008年03月20日 | 東北樂天金鷲2008年官方應援歌                                                                                             |
| ℃-ute    | アクマでキュートな青春グラフィティ                                | 2010年10月13日 | 會場限定發售專輯 |
| ℃-ute    | ⑧ Queen of J-POP                                                  | 2013年09月04日 | |
| ℃-ute    | ℃maj9                                                             | 2015年12月23日 | |
| ℃-ute    | ℃OMPLETE SINGLE COLLECTION                                        | 2017年05月03日 | 精選集 |
| Buono!   | Café Buono!                                                       | 2008年02月20日 | |
| Buono!   | Buono!2                                                           | 2009年02月11日 | |
| Buono!   | We are Buono!                                                     | 2010年02月10日 | |
| Buono!   | partenza 出發                                                     | 2011年08月10日 | 迷你專輯 |
| Buono!   | SHERBET                                                           | 2012年08月22日 | 迷你專輯 |
| Buono!   | しゅごキャラ！ソング♪ベスト                                       | 2010年03月10日 | 動畫「守護甜心!」歌曲精選集 11. 真實的自我 12. Kiss! Kiss! Kiss! 13. 謝謝〜非常感謝〜                                    |
| Buono!   | The Best Buono!                                                   | 2010年08月10日 | 精選集 |
| Buono!   | Buono! Paris Collection                                           | 2012年02月12日 | 「R・E・A・L」演唱會場限定發售專輯                                                                                       |
| 合作單曲 |                                                                   |                | |
| ℃-ute    | 櫻花綻放於酸甜春季                                                | 2011年11月09日 | 與Berryz工房的合作， 以「Berryz工房×℃-ute」發行的單曲。 電影「國王遊戲」主題曲                                           |
| ℃-ute    | 不醜陋的哲學                                                      | 2011年11月16日 | 與早安少女組。、Berryz工房、 真野惠里菜、S/mileage合作， 以「モベキマス」名義發行的單曲。                                |
| ℃-ute    | 別認輸 Wasshoi!                                                   | 2011年12月21日 | 與Berryz工房、真野惠里菜、S/mileage合作， 以「ベキマス」名義發行的單曲。                                                 |
| ℃-ute    | 超HAPPY SONG                                                      | 2012年06月20日 | 由《幸福的中途》及Berryz工房《Because happiness》 連動結合而成的歌曲。                                                   |
| ℃-ute    | 人魚小姐                                                          | 2013年08月07日 | 在「SATOYAMA movement」與 Berryz工房的菅谷梨沙子合作， 以「ダイヤレディー」名義發行的單曲。 收錄於專輯「プッチベスト14」 |

### 個人音樂作品
| 個人單曲                                    | 個人單曲       | 個人單曲 |
| ------------------------------------------- | -------------- | --- |
| 專輯名稱                                    | 發售日期       | 備註 |
| Escape                                      | 2019年09月04日 | 收錄於專輯「i」 |
| 心已束手無策                                | 2022年06月01日 | 動畫「輝夜姬想讓人告白」第三期片尾曲 |
| heart notes                                 | 2023年03月29日 | 動畫「輝夜姬想讓人告白」劇場版片尾曲 |
| 個人數位單曲                                |                | |
| 歌曲名稱                                    | 發售日期       | 備註 |
| BABY!WE CAN DO IT!                          | 2020年04月28日 | 收錄於專輯「26/27」 |
| Let The Show Begin                          | 2020年05月29日 | 收錄於專輯「26/27」 電視劇「打姫オバカミーコ」主題曲 |
| Easy To Smile                               | 2020年08月01日 | 收錄於專輯「26/27」 |
| 只對你害羞 (Home Demo ver.)                 | 2020年08月01日 | 收錄於專輯「26/27」 電視劇「140字之戀」主題曲 |
| 深夜的旋轉木馬                              | 2020年12月21日 | 收錄於專輯「26/27」 |
| Be Brave                                    | 2021年06月17日 | 收錄於專輯「26/27」 網路劇「黑色灰姑娘」片尾曲 |
| rescue                                      | 2021年11月07日 | 收錄於專輯「26/27」 網路劇「克洛伊的信條」主題曲 |
| Pink Shadow(ANIMALS Ver.)                   | 2022年09月21日 | 網路劇「ANIMALS」片尾曲 |
| 最強の推し!                                 | 2023年09月21日 | 電視劇「我推成為上司」主題曲 |
| Oops!                                       | 2025年06月07日 | |
| ゼロイチ                                    | 2025年07月29日 | |
| 其他歌曲                                    |                | |
| ドットエスティ フェスの唄                   |                | ドットエスティ フェス廣告主題曲 |
| I Got Prime〜音楽込みで、プライムでしょ。〜 |                | 亞馬遜音樂 Prime廣告主題曲 |
| RE:Startup                                  |                | 遊戲「企業☆女孩 RE:BLOOM」主題曲 |
| Ruby                                        | 2025年05月14日 | 遊戲「MementoMori」角色歌 |
| Star Odyssey (尘间星旅)                     |                | 遊戲「原神」角色歌 |
| コンビニは冷蔵庫                            | 2025年07月10日 | 高球 (雞尾酒)廣告主題曲 |
| 個人專輯                                    |                | |
| 專輯名稱                                    | 發售日期       | 備註 |
| Do me a favor                               | 2018年06月06日 | 《start again》為千葉銀行廣告主題曲 |
| i                                           | 2019年12月18日 | 《ハナウタ》為花王Curél廣告主題曲 |
| 26/27                                       | 2022年02月02日 | 《この星のキセキ》為千葉銀行廣告主題曲 |
| 28/29                                       | 2024年03月20日 | 《最強の推し！》為電視劇「我推成為上司」主題曲 《ハートはお手上げ》為動畫「輝夜姬想讓人告白」第三期片尾曲 《heart notes》為動畫「輝夜姬想讓人告白」劇場版片尾曲 《ONE DAY》為電視劇「ある日、下北沢で」主題曲 |

### 合作音樂作品
| 合作音樂作品                                       | 合作音樂作品   | 合作音樂作品                                    | 合作音樂作品                                                        |
| -------------------------------------------------- | -------------- | ----------------------------------------------- | ------------------------------------------------------------------- |
| 專輯/歌曲名稱                                      | 發售日期       | 合作對象                                        | 備註                                                                |
| げんき印の大盛りソング /お菓子つくっておっかすぃ〜 | 2002年11月27日 | ミニモニ。と高橋愛+4KIDS                        |                                                                     |
| ALL FOR ONE & ONE FOR ALL!                         | 2004年12月01日 | H.P.オールスターズ 田中麗奈 (早安少女組) 村上愛 |                                                                     |
| DADDY! DADDY! DO! feat. 鈴木愛理                   | 2020年04月15日 | 鈴木雅之                                        | 動畫「輝夜姬想讓人告白」第二期片頭曲                                |
| 空は二度燃える                                     | 2021年03月21日 | 40mP                                            | 收錄於專輯「幾點幾分地球若轉了幾次」                                |
| Apple Pie                                          | 2021年04月12日 | Blue Vintage                                    | 戲劇「夢みたいな恋したい女たち」片尾曲 節目「有點心機又如何」片尾曲 |
| この手。                                           | 2021年07月25日 | クレイユーキーズ                                |                                                                     |
| Across the Horizon                                 | 2021年11月01日 | 愛美                                            | 手機遊戲「烈火戰記」主題曲                                          |
| Sparkle                                            | 2022年07月08日 | -                                               | 「Animelo Summer Live 2022」主題曲                                  |
| shampoo                                            | 2023年04月12日 | ツミキ                                          |                                                                     |
| 恋におちたら feat. 空音 & ☆Taku Takahashi          | 2024年03月06日 | 空音 ☆Taku Takahashi                            | 收錄於專輯「28/29」                                                 |
| 主人公になろう！ feat.鈴木愛理                     | 2025年02月19日 | オーイシマサヨシ                                | 動畫「一杆青空」主題曲                                              |
| Avocado feat. Airi Suzuki                          | 2025年07月23日 | KAZ日语：                                       |                                                                     |

## 外部連結
- 個人官方網站 鈴木愛理オフィシャルサイト （页面存档备份，存于）
- 個人官方網站 鈴木愛理 （页面存档备份，存于） (SONY MUSIC)
- 粉絲俱樂部 鈴木愛理オフィシャルファンクラブページ （页面存档备份，存于） (M-line club)
- 鈴木愛理 （页面存档备份，存于） (UP-FRONT WORKS)
- 鈴木愛理 （页面存档备份，存于） (e-LineUP!Mall)
- X (Twitter): @airimania （页面存档备份，存于）
- Instagram: @airisuzuki_official_uf （页面存档备份，存于） / airisuzuki_music_official
- YouTube: @airisuzukich （页面存档备份，存于）
- TikTok: @airisuzuki_official （页面存档备份，存于）
- BiliBili: 铃木爱理official
- Facebook: @AiriSuzukiOfficial [停更]（页面存档备份，存于）
- Ameba Blog: 鈴木愛理オフィシャルブログ「AIRI MANIA BLOG」 （页面存档备份，存于）
- 團體 ℃-ute 的Ameba Blog: ℃-uteオフィシャルブログ [停更]（页面存档备份，存于）
- 團體 ℃-ute 的YouTube頻道: ℃-ute [停更]（页面存档备份，存于）
- 團體 Buono! 的YouTube頻道: Buono! [停更]（页面存档备份，存于）
- 品牌 iDIMPLE的官方網站 iDIMPLE （页面存档备份，存于） / Instagram: idimple.official （页面存档备份，存于）
- 節目 M-line Music 的YouTube頻道: M-line Music （页面存档备份，存于）
- 節目 クラシックTV 的官方網站: クラシックTV
- 節目 オーイシマサヨシ×鈴木愛理のでしょでしょ!! 的官方推特: @anison_desho （页面存档备份，存于） / 播放清單 （页面存档备份，存于）
- 節目あざとくて何が悪いの的的官方網站: あざとくて何が悪いの （页面存档备份，存于）
- 廣播節目 鈴木愛理のEasy To Smile的官方網站: 鈴木愛理のEasy To Smile （页面存档备份，存于）
- 廣播節目 鈴木愛理 ギリ日！Airi's Potion的官方網站: 鈴木愛理 ギリ日！Airi's Potion （页面存档备份，存于）
- 廣播節目 鈴木愛理 あいりまにあRadio的官方網站: 鈴木愛理 あいりまにあRadio （页面存档备份，存于）
- 廣播節目 LAUGH & MUSIC RADIO〜鈴木愛理のあいりがたり。的官方網站: LAUGH & MUSIC RADIO〜鈴木愛理のあいりがたり。 （页面存档备份，存于）